# 李顕相
李 顕相（イ・ヒョンサン、正字体：李顯相、朝鮮語: 이현상、1770年6月14日 - 1822年7月14日）は、李氏朝鮮後期の文臣、詩人と画家、駅官。字は相之（サンクジ、상지、さんくじ）、号は太華（テワ、태화、てわ）。京畿道抱川生まれ。

## 略歴
1798年（正祖22年）生員試に合格した後、1800年（正祖24年）別試文科に丙科23位との及第した。同年教書館副正字、1801年礼曹佐郎、春秋館記注官になって、以降奉常寺参奉、教書館正字、1802年教書館著作、教書館博士、奉常寺主簿などを歴任した。以後奉常寺僉正と教書館教理などを歴任して1809年に再び奉常寺僉正となった。
1811年（純祖11年）1月日本に派遣されている朝鮮通信使の製述官として日本を訪問し、その年の夏に帰国した。同年末再び対馬を経由して日本に行ってきた。その他司憲府監察、成均館典籍、礼曹佐郎を務めた。1812年校書館判校、刑曹佐郎に任命され、1813年は新昌県監に赴任した。その年の11月に母の朴氏が死んで辞退した。1818年成均館典籍、1819年教書館判校、幽谷道察訪に任命された。1820年文川郡守を務めており、1822年（純祖22年）安辺鎮管兵馬同僉節制使に達した。著には『太華文集』、『歴代言事』がある。

## 著作
- 『太華文集』（태화문집）
- 『歴代言事』（역대언사）